# Wrzesień 2004

## 1 września2004
- Atak zbrojny na szkołę w Biesłanie: uzbrojeni napastnicy opanowali szkołę w Biesłanie w Północnej Osetii, rosyjskim mieście w pobliżu Czeczenii; napastnicy przetrzymują ponad tysiąc zakładników. Kilkoro ludzi zginęło podczas strzelaniny. Niektórzy z napastników mieli na sobie pasy z materiałami wybuchowymi.
- Ału Ałchanow zwyciężył w wyborach prezydenckich w Czeczenii. Zdobył 73,67 procent głosów.
- Okupacja Iraku:
  - Liczba rannych żołnierzy armii amerykańskiej od czasu inwazji na Irak doszła do 6916, z czego 1500 od czasu przekazania władzy 28 czerwca. Liczba ta zwiększyła się niemal dwukrotnie od kwietnia 2004. Do tej pory zginęło 975, z czego 300 od przejęcia władzy przez Irakijczyków.
  - Siedmiu kierowców ciężarówek, którzy byli przetrzymywani jako zakładnicy przez irackich bojowników, zostało wypuszczonych po prawie sześciu tygodniach niewoli. Trzej Kenijczycy, trzej Hindusi i jeden Egipcjanin zostali porwani 21 lipca i grożono im śmiercią, jeśli Gulf Link Transport, kuwejcka firma transportowa, nie zaprzestanie pracy w Iraku. Wszyscy kierowcy wracają do Kuwejtu.
- Grupa 29 ludzi, podejrzewanych o bycie północnokoreańskimi zbiegami szukającymi azylu politycznego zajęła japońską szkołę w Pekinie, stolicy Chin.
- Wiceprezydent USA Dick Cheney przyjął ponowną nominację na to stanowisko i ostro skrytykował kandydata demokratów Johna Kerry’ego.

## 2 września2004
- Atak zbrojny na szkołę w Biesłanie
  - Oblężenie trwa. Władze rosyjskie wykluczyły użycie siły, podczas gdy przywódca czeczeńskich bojowników Asłan Maschadow zaprzecza, jakoby jego siły brały udział w ataku.
  - Grupa 32 kobiet i dzieci została zwolniona przez napastników.

## 3 września2004
- Przy wsparciu Syrii i z pogwałceniem rozporządzenia nr 1559 Rady Bezpieczeństwa ONZ, Liban wprowadził poprawkę do konstytucji, pozwalającą prezydentowi Lahoudowi na kolejną kadencję.
- Atak zbrojny na szkołę w Biesłanie – rosyjskie siły specjalne odbiły przejętą przez uzbrojonych napastników szkołę. Według oficjalnych rosyjskich danych zginęły 322 osoby, w tym 155 dzieci, a ok. 700 zostało rannych. Zginęło też 32 napastników. Według oświadczenia Władimira Putina siły bezpieczeństwa straciły co najmniej 10 zabitych i kilkudziesięciu rannych. Nieoficjalne doniesienia agencji prasowych mówią jednak o 500 śmiertelnych ofiarach wśród zakładników.

## 4 września2004
- W archikatedrze we Fromborku zakończyły się poszukiwania grobu Mikołaja Kopernika. Nie udało się odnaleźć szczątków astronoma, lecz podczas poszukiwań odkryto kilka innych grobów z różnych epok.
- Co najmniej 20 osób zginęło, a 36 zostało rannych w zamachu bombowym przy użyciu samochodu-pułapki w Kirkuku, na północy Iraku. Samochód wybuchł w pobliżu akademii policyjnej.
- 2 500 000 mieszkańców Florydy musi opuścić domy w związku z nadchodzącym huraganem Frances, który dotarł już do Bahamów. Frances to silny huragan drugiej kategorii. Zbliży się do wybrzeża Florydy dziś w nocy lub jutro rano.

## 5 września2004
- Pogrzebane zostały pierwsze ofiary ataku w Biesłanie. Pochowano 18 z co najmniej 355 zabitych.
- Dwa silne trzęsienia ziemi nawiedziły zachodnią Japonię, pierwsze o sile 6,9, a drugie 7,3 w skali Richtera.
- Tajfun Songda wiejący z prędkością dochodzącą do 160 km na godzinę uderzył w położoną na północy Japonii wyspę Okinawę. Co najmniej 13 osób zostało rannych.
- Orlengate: Przesłuchanie prezydenta Aleksandra Kwaśniewskiego przed komisją śledczą w sprawie PKN Orlen powinno się odbyć w Pałacu Prezydenckim lub Belwederze i powinno być zamknięte dla mediów – stwierdziła szefowa Kancelarii Prezydenta Jolanta Szymanek-Deresz. Opozycja sprzeciwia się utajnianiu zeznań prezydenta.

## 6 września2004
- Prezydent Aleksander Kwaśniewski powołał Andrzeja Kalwasa, dotychczasowego szefa Krajowej Rady Radców Prawnych i sędziego Trybunału Stanu, na ministra sprawiedliwości, odwołując jednocześnie ze składu Rady Ministrów dotychczasowego szefa resortu sprawiedliwości Marka Sadowskiego.
- W wyniku wybuchu samochodu-pułapki w Faludży w Iraku zginęło 7 amerykańskich żołnierzy i 3 członków irackiej Gwardii Narodowej.

## 7 września2004
- Premier Marek Belka odwołał Lesława Abramowicza ze stanowiska prezesa Narodowego Funduszu Zdrowia.
- Przed Katowickim Sądem Okręgowym rozpoczął się trzeci już proces byłych milicjantów oskarżonych o udział w pacyfikacji kopalni „Wujek” i „Manifest Lipcowy” w czasie stanu wojennego.
- Orlengate:
  - Prezydium komisji śledczej w sprawie PKN Orlen zdecydowało, że ponownie zwróci się do Kancelarii Prezydenta o udostępnienie księgi wejść i wyjść.
  - Prezydent Aleksander Kwaśniewski gotów jest stanąć przed sejmową komisją śledczą ds. PKN Orlen na posiedzeniu jawnym i w obecności mediów jak najszybciej, najlepiej jeszcze we wrześniu – takie oświadczenie prezydenta przekazała szefowa jego kancelarii Jolanta Szymanek-Deresz.
  - Prezydium komisji zadecydowało również, że wystąpi o „udostępnienie akt i przepływów finansowych” do Fundacji Porozumienie bez barier Jolanty Kwaśniewskiej.

## 8 września2004
- Piłkarska reprezentacja Polski przegrała w meczu z Anglią 1:2 (0:1). Bramki strzelili: w 37. minucie Defoe, 47. Żurawski, a w 59. Głowacki (bramka samobójcza).

## 11 września2004
- W katastrofie śmigłowca u wybrzeży Grecji zginął prawosławny patriarcha Aleksandrii Piotr VII wraz z 16 innymi osobami, w tym trzema hierarchami Patriarchatu Aleksandryjskiego.

## 12 września2004
- Trzech polskich żołnierzy zginęło, a trzech zostało rannych w Iraku w wyniku ataku w okolicy miejscowości Maszru, na północny wschód od Obozu Babilon – podało dowództwo Wielonarodowej Dywizji Centrum-Południe. Do ataku doszło, gdy polski patrol saperski wracał do bazy po zakończeniu operacji usunięcia ładunku wybuchowego z drogi. Polacy zostali ostrzelani z broni maszynowej i granatników.
- Rząd Arabii Saudyjskiej ogłosił, że pierwsze demokratyczne wybory w historii królestwa odbędą się na początku przyszłego roku. Będą to wybory do rady stołecznego dystryktu Riyadh, 10 lutego 2005. Jest to największy krok w kierunku reform podjęty do tej pory przez to państwo. Nie wiadomo jeszcze, czy w głosowaniu będą mogły wziąć udział kobiety.
- Według południowokoreańskiej agencji prasowej Yonhap, w północnokoreańskiej prowincji Ryanggang nastąpiła duża eksplozja i pojawiła się chmura o średnicy 3,5-4 kilometrów i kształcie podobnym do grzyba atomowego. Ponieważ nie wykryto żadnego promieniowania w związku z tym wydarzeniem, nie uważa się, że była to próba jądrowa. Według oficjalnych doniesień wybuch miał na celu zrównanie z ziemią części góry w ramach projektu hydroenergetycznego, choć podejrzewa się też, że mógł to być przypadkowy wybuch w składzie amunicji.

## 13 września2004
- Hollywoodzka wytwórnia filmowa Metro-Goldwyn-Mayer zostanie za 4,85 miliardów dolarów kupiona przez konsorcjum japońskiego koncernu Sony. Oznacza to, że zostanie także przejęta wchodząca w skład MGM wytwórnia filmowa United Artists.
MGM powstała w 1924 roku i wyprodukowała do chwili obecnej ponad 4 tys. filmów, między innymi tak słynne jak Przeminęło z wiatrem czy serię z przygodami Jamesa Bonda.

## 14 września2004
- W samobójczym zamachu bombowym o dużej sile rażenia w centrum Bagdadu, stolicy Iraku, zginęło 47 osób, a ponad 100 zostało rannych. Celem zamachu był punkt rekrutacyjny przed jednym z komisariatów policji. Zdecydowana większość ofiar to cywile. Do zamachu przyznały się organizacje powiązane z Abu Musabem al-Zarkawim.

## 16 września2004
- W wywiadzie dla BBC sekretarz generalny ONZ Kofi Annan oświadczył, że kierowana przez USA inwazja na Irak była bezprawna, gdyż nastąpiła bez zgody Rady Bezpieczeństwa ONZ. Z jego opinią nie zgodziły się rządy Australii, Wielkiej Brytanii i Polski.

## 17 września2004
- Konflikt w Darfurze: Przerwane zostały rozmowy pokojowe między sudańskim rządem a darfurskimi rebeliantami, które rozpoczęły się trzy tygodnie temu. Według Sudańczyków, poprzednie oświadczenia rządu USA dotyczące konfliktu zachęciły bojowników do unikania kompromisu i przedłużyły walki. Rebelianci spotkają się z prezydentem Nigerii Olusegunem Obasanjo dziś wieczorem, aby przekazać mu swoją wersję historii.
- Wojna w Iraku
  - W amerykańskich nalotach na Faludżę, wymierzonych w siły Abu Musaba al-Zarkawiego, zginęło około 60 bojowników. Rzecznik irackiego ministerstwa zdrowia oświadczył, że wśród rannych były dwie kobiety i przynajmniej 17 dzieci.
  - W Bagdadzie w wybuchu samochodu-pułapki zginęło przynajmniej 13 osób.
  - Włoska prasa podaje, że porwane 7 września w Bagdadzie włoskie wolontariuszki przewiezione zostały do Faludży.
- Atak zbrojny na szkołę w Biesłanie:
  - czeczeński przywódca Szamil Basajew przyznał się do zorganizowania ataku w Biesłanie. Oświadczył jednak, że jego ludzie nie strzelali do dzieci i nie wysadzili szkoły w powietrze, i że za śmierć 339 osób odpowiada prezydent Rosji Władimir Putin.
- Orlengate: przed sejmową komisją śledczą w sprawie PKN Orlen stanęła była minister sprawiedliwości Barbara Piwnik oraz Ryszard Stefański, zastępca prokuratora generalnego. Przesłuchanie dotyczyło głównie otrzymanej przez Piwnik 7 lutego 2002 notatki od UOP.
- Demokratyczny kandydat na prezydenta USA, John Kerry, opowiedział się za zniesieniem wiz do Stanów Zjednoczonych dla Polaków.
- Donald Tusk, lider Platformy Obywatelskiej, oświadczył, że partia zebrała już 100 000 podpisów pod wnioskiem o referendum konstytucyjne. Proponowane referendum dotyczyć ma likwidacji Senatu, zmniejszenia liczby posłów o połowę, jednomandatowych okręgów w wyborach do Sejmu i zniesienia immunitetu parlamentarnego.
- Ponad 70 tysięcy osób na Stadionie Olimpijskim w Atenach obejrzało ceremonię otwarcia XII Igrzysk Paraolimpijskich.

## 18 września2004
- Arabska telewizja Al-Dżazira poinformowała, że Tawhid wal Dżihad, organizacja Abu Musaby al-Zarkawiego, zagroziła zabiciem dwóch Amerykanów i Brytyjczyka porwanych w czwartek w Bagdadzie. W zamian za ich uwolnienie Tawhid wal Dżihad żąda uwolnienia kobiet przetrzymywanych w więzieniach w Abu Ghraib i Umm Kasr.
- Rosyjska Federalna Służba Bezpieczeństwa oświadczyła, że zapobiegła atakowi terrorystycznemu w Moskwie zatrzymując dwa samochody-pułapki.
- W Rotterdamie przechwycono blisko pół tony kokainy o wartości rynkowej ok. 21 mln euro.
- Około 60 osób zginęło w Lagos w Nigerii w eksplozji rurociągu z paliwem.

## 21 września2004
- Trzęsienia ziemi w Polsce: w północno-wschodniej Polsce i obwodzie królewieckim miało miejsce trzęsienie ziemi o średniej sile. Epicentrum znajdowało się na południowy wschód od Królewca, na dnie Morza Bałtyckiego, na północ od Braniewa. Ziemia zatrzęsła się o 13.05 i 15.32 – pierwszy wstrząs miał magnitudę 4,8 stopni w skali Richtera, drugi – nieco silniejszy – 5,0 stopni. Wstrząsy były odczuwalne od Suwałk przez Olsztyn, Braniewo, Elbląg, Malbork, Trójmiasto aż do Władysławowa. W Suwałkach został uszkodzony jeden z budynków. Wstrząsy wyczuwano również w Rumunii, Czechach i na Litwie. Oficjalnie stwierdza się, że trzęsienia były wynikiem naturalnych ruchów tektonicznych.
- Drugi z zakładników porwanych przez organizację Abu Musaby al-Zarkawiego Tawhid wal Dżihad, Amerykanin Jack Hensley, został zabity po upłynięciu ultimatum. Informacja o tej egzekucji pojawiła się na islamskiej stronie internetowej i podała ją arabska telewizja.
- Igor Chalupec został wybrany nowym prezesem PKN Orlen.

## 24 września2004
- Raport Zbigniewa Ziobry został uznany za ostateczne sprawozdanie sejmowej komisji śledczej badającej aferę Rywina. Sejm uznał głosowanie z 28 maja br., kiedy raport uzyskał bezwzględną większość głosów, za ostatecznie przesądzające sprawę.